# Habitatge al carrer Barcelona, 144 (Sant Vicenç dels Horts)
L'Habitatge al carrer Barcelona, 144 és una obra del municipi de Sant Vicenç dels Horts (Baix Llobregat) inclosa en l'Inventari del Patrimoni Arquitectònic de Catalunya.

## Descripció
Es tracta d'un edifici entre mitgeres de planta rectangular. Consta de planta baixa, pis i terrat de tipus català. La façana presenta una composició simètric a partir de les obertures. Portes i finestres són de llinda i amb decoració diversa: a la planta baixa els dintells són guarnits amb ornaments florals, tot simulant arcs carpanells i trencaaigües; al pis presenten flors i filigrana en relleu. Sota el balcó hi ha un grup de quatre mènsules i una motllura amb dibuix repetitiu. L'edifici es troba coronat per una barana que tanca el terrat i un frontó quadrat que mostra la data 1915. Els trams lliures de decoració de la façana mostren dos tipus de tractament: a la planta baixa hi ha simulació d'encoixinat, mentre que al pis hi ha simulació d'obra vista.